# Накагава, Кэндзо
Кэндзо Накагава (яп. 中川 健藏 Накагава Кэндзо:, 16 июля 1875 — 26 июня 1944) — японский государственный деятель, генерал-губернатор Тайваня (1932—1936), губернатор префектур Токио (1929), Хоккайдо (1925—1927), Кумамото (1924—1925) и Кагава (1923—1924), член Палаты пэров Японии (1936—1944).

## Биография
Родился в деревне Сангу в префектуре Ниигата (ныне район города Садо) как второй сын Дэндзюро Ямамото, но был усыновлён Сэйдзабуро Накагавой из Симмати (ныне район города Садо) и стал преемником семьи Накагава. В 1902 году окончил юридический факультет Токийского императорского университета. В том же году назначен в секретариат агентства префектуры Хоккайдо. Позже работал советником в законодательном бюро, в секретариате бюро по колонизации, советником в Министерстве связи, начальником отдела связи Хоккайдо.
В 1919 году вошёл в совет директоров Южно-Маньчжурской железной дороги. 25 октября 1923 года назначен губернатором префектуры Кагава. 24 июня 1924 года стал губернатором префектуры Кумамото. 16 сентября 1925 года назначен губернатором префектуры Хоккайдо. 5 июля 1929 года стал губернатором префектуры Токио.
В 1930 году занял пост заместителя министра культуры Японии в правительстве Осати Хамагути. 27 мая 1932 года был назначен генерал-губернатором Тайваня. В 1935 году Накагава организовал Тайваньскую выставку. 2 сентября 1936 года назначен в Палату пэров Японии. В 1939 году стал президентом Imperial Japanese Airways.